# Cristhian Pacheco
Cristhian Pacheco, né à Huancayo au Pérou le 26 mai 1993, est un athlète péruvien, spécialiste des courses de fond.

## Biographie
Il se classe 52e du marathon des Jeux olympiques de 2016, à Rio de Janeiro.
Il remporte la médaille d'or du marathon lors des Jeux panaméricains de 2019, à Lima avec un nouveau record des Jeux, également record national.
En 2023 il bat son record lors du Marathon de Séville et se qualifie pour les Jeux olympiques de 2024.

## Palmarès
| Date | Compétition        | Lieu     | Résultat | Épreuve  | Performance     |
| ---- | ------------------ | -------- | -------- | -------- | --------------- |
| 2019 | Jeux panaméricains | Lima     | 1er      | Marathon | 2 h 9 min 31 s  |
| 2023 | Jeux panaméricains | Santiago | 1er      | Marathon | 2 h 11 min 14 s |

## Records
| Épreuve       | Performance         | Lieu    | Date            |
| ------------- | ------------------- | ------- | --------------- |
| Semi-marathon | 1 h 2 min 50 s      | Lima    | 1er mai 2022    |
| Marathon      | 2 h 7 min 38 s (NR) | Séville | 19 février 2023 |